# Amour et Sténographie
Pour plus de détails, voir Fiche technique et Distribution.
Amour et Sténographie (Public Stenographer) est un film américain en noir et blanc de Lewis D. Collins sorti en 1933.

## Synopsis
Indépendantes et très occupées, Ann et sa colocataire Lucy travaillent comme sténographes dans un hôtel chic de Manhattan. Elles esquivent et/ou choisissant soigneusement les attentions d'hommes plus riches. Mais à cause d'une simple erreur, Ann est amenée à mieux connaître l'un des clients de l'hôtel, Jimmy. Il est follement amoureux d'elle, mais Ann est beaucoup plus réservée...

## Fiche technique
- Titre : Amour et Sténographie
- Titre original : Public Stenographer
- Réalisation : Lewis D. Collins
- Scénario : Elwood Ullman, Joseph O'Donnell, Lew Collins
- Producteur : D. J. Mountan
- Société de production : Screencraft Productions
- Société de distribution : Showmen's Pictures et Marcy Pictures Corporation
- Photographie : George Meehan
- Montage : Rose Smith
- Pays d'origine : États-Unis
- Langue : anglais
- Format : noir et blanc - projection : 1.37:1 - son : Mono (Freeman Lang Recording System)
- Genre : comédie romantique
- Durée : 64 min
- Dates de sortie :
  - États-Unis : 10 janvier 1934
  - France : 24 avril 1940

## Distribution
- William Collier Jr. : Jim Martin
- Lola Lane : Ann McNair
- Jason Robards Sr. : Fred White
- Esther Muir : Lucille 'Lucy' Weston
- Duncan Renaldo : Jerome Eagan
- Bryant Washburn : Hendricks
- Richard Tucker : James Martin Sr.
- Al St. John : Elmer